# XploRe
XploRe est un logiciel de statistiques et décisionnel développé par l'entreprise allemande MD*Tech . Il n'est plus vendu et la dernière version 4.8 est disponible en téléchargement gratuit. L'utilisateur interagit avec le logiciel via le [langage de programmation] XploRe, qui est dérivé du langage de programmation C. Les programmes XploRe de base sont appelés Quantlets.

## Fonctionnalités
Outre les fonctions standard pour l'analyse mono et multidimensionnelle des données, l'accent est mis sur la modélisation semi et non-paramétrique et les statistiques des marchés financiers.
- Estimation de la densité et régression du noyau (kernel regression)
- Modèles d'index simples
- Modèles linéaires et additifs généralisés (GLM et GAM)
- Valeur à risque ( VaR ) et volatilités implicites

## Client XploRe Quantlet
Avec le client XploRe Quantlet, les utilisateurs peuvent exécuter XploRe comme applet Java dans un navigateur web. L'applet transmet les commandes de l'utilisateur via un protocole de communication basé sur TCP/IP au serveur XploRe Quantlet , qui calcule les résultats nécessaires et les renvoie au client.
Cette technologie est également utilisée pour enrichir des livres électroniques  avec des exemples interactifs.

## Littérature
- Härdle, Klinke, Müller. XploRe Learning Guide. Springer.   (ISBN 3-540-66207-3)
- Härdle, Klinke, Müller. XploRe Applications Guide. Springer.   (ISBN 3-540-67545-0)